# Imus
La Ciudad de Imus (filipino: Lungsod ng Imus) es una capital de ciudad en la provincia de la Cavite, Filipinas, ubicada aproximadamente 20 km al sur de Manila.
El pueblo tiene la iglesia más vieja e histórica de Filipinas, la Catedral de Nuestra Señora del Pilar.
Antes de la guerra estadounidense-española, los habitantes de Imus tenían una lengua única, el Chavacano Caviteño, similar al Chavacano Ermiteño (del Distrito de Ermita en Manila) y el Chavacano Zamboangueño (de la provincia de Zamboanga y anteriores de Mindanao).

## Barangayes o Barrios
Imus se divide administrativamente en 98 barangayes:
| - Alapan I-A - Alapan II-A - Anabu I-A - Anabu II-A - Población I-A - Población II-A - Población III-A - Población IV-A - Bayan Luma I - Carsadang Bago I - Malagasang I-A - Malagasang II-A - Medición I-A - Medición II-A - Palico I - Pasong Buaya I - Tanzang Luma I - Toclong I-A - Toclong II-A - Alapan I-B - Alapan I-C - Alapan II-B - Anabu I-B - Anabu I-C - Anabu I-D - Anabu I-E - Anabu I-F - Anabu I-G - Anabu II-B | - Anabu II-C - Anabu II-D - Anabu II-E - Anabu II-F - Bagong Silang (Bahayang Pag-Asa) - Bayan Luma II - Bayan Luma III - Bayan Luma IV - Bayan Luma V - Bayan Luma VI - Bayan Luma VII - Bayan Luma VIII - Bayan Luma IX - Bucandala I - Bucandala II - Bucandala III - Bucandala IV - Bucandala V - Buhay na Tubig - Carsadang Bago II - Magdalo - Maharlika - Malagasang I-B - Malagasang I-C - Malagasang I-D - Malagasang I-E - Malagasang I-F - Malagasang I-G - Malagasang II-B - Malagasang II-C - Malagasang II-D - Malagasang II-E - Malagasang II-F - Malagasang II-G - Mariano Espeleta I | - Mariano Espeleta II - Mariano Espeleta III - Medición I-B - Medición I-C - Medición I-D - Medición II-B - Medición II-C - Medición II-D - Medición II-E - Medición II-F - Pag-Asa I - Pag-Asa II - Pag-Asa III - Palico II - Palico III - Palico IV - Pasong Buaya II - Pinagbuklod - Población I-B - Población I-C - Población II-B - Población III-B - Población IV-B - Población IV-C - Población IV-D - Tanzang Luma II - Tanzang Luma III - Tanzang Luma IV (Southern City) - Tanzang Luma V - Tanzang Luma VI - Toclong I-B - Toclong I-C - Toclong II-B |